# Кори (насеље)
Кори (фр. Courry) насеље је и општина у јужној Француској у региону Лангдок-Русијон, у департману Гар која припада префектури Alès.
По подацима из 2011. године у општини је живело 301 становника, а густина насељености је износила 36,62 становника/km². Општина се простире на површини од 8,22 km². Налази се на средњој надморској висини од 347 метара (максималној 516 m, а минималној 198 m).

## Демографија
| 1962. | 1968. | 1975. | 1982. | 1990. | 1999. | 2011. |
| ----- | ----- | ----- | ----- | ----- | ----- | ----- |
| 174   | 202   | 179   | 212   | 218   | 254   | 301   |

График промене броја становника у току последњих година